# العلاقات الأرجنتينية الروسية
العلاقات الأرجنتينية الروسية هي العلاقات الثنائية التي تجمع بين الأرجنتين وروسيا.

## مقارنة بين البلدين
هذه مقارنة عامة ومرجعية للدولتين:
| وجه المقارنة                                              | الأرجنتين                                               | روسيا                                   |
| --------------------------------------------------------- | ------------------------------------------------------- | --------------------------------------- |
| المساحة (كم2)                                             | 2.78 مليون                                              | 17.08 مليون                             |
| عدد السكان (نسمة)                                         | 44.27 مليون                                             | 146.80 مليون                            |
| الكثافة السكانية (ن./كم²)                                 | 15.92                                                   | 8.59                                    |
| العاصمة                                                   | بوينس آيرس                                              | موسكو                                   |
| اللغة الرسمية                                             | اللغة الإسبانية                                         | اللغة الروسية                           |
| العملة                                                    | البيزو الأرجنتيني 1983 ‏، بيزو أرجنتيني، أسترال أرجنتيني | روبل روسي                               |
| الناتج المحلي الإجمالي (بليون دولار)                      | 637.59 مليار                                            | 1.58 تريليون                            |
| الناتج المحلي الإجمالي (تعادل القوة الشرائية) بليون دولار | 883.02 مليار                                            | 3.69 تريليون                            |
| الناتج المحلي الإجمالي الاسمي للفرد دولار أمريكي          | 13.43 ألف                                               | 9.09 ألف                                |
| الناتج المحلي الإجمالي للفرد دولار أمريكي                 |                                                         |                                         |
| مؤشر التنمية البشرية                                      | 0.827                                                   | 0.798                                   |
| رمز المكالمات الدولي                                      | +54                                                     | +7                                      |
| رمز الإنترنت                                              | .ar                                                     | .ru، .рф، .рус ‏، .su                    |
| المنطقة الزمنية                                           | 00                                                      | Magadan Time ‏، ت ع م+02:00، ت ع م+12:00 |

## مدن متوأمة
في ما يلي قائمة باتفاقيات التوأمة بين مدن أرجنتينية وروسية:
- ترتبط اوبيرا مع موجايسك باتفاقية توأمة.
- ترتبط قرطبة مع إيجيفسك باتفاقية توأمة.
- ترتبط بوينس آيرس مع موسكو باتفاقية توأمة منذ 19 مايو 1994.
- ترتبط مار دل بلاتا مع سانت بطرسبرغ باتفاقية توأمة.

## منظمات دولية مشتركة
يشترك البلدان في عضوية مجموعة من المنظمات الدولية، منها:
| علم المنظمة | اسم المنظمة                        | تاريخ انضمام الأرجنتين | تاريخ انضمام روسيا |
| ----------- | ---------------------------------- | ---------------------- | ------------------ |
|             | المنظمة الهيدروغرافية الدولية      | ?                      | ?                  |
|             | مجموعة العشرين                     | ?                      | 26 سبتمبر 1999     |
|             | منظمة الشرطة الجنائية الدولية      | ?                      | 27 سبتمبر 1990     |
|             | الاتحاد البريدي العالمي            | ?                      | ?                  |
|             | منظمة التجارة العالمية             | ?                      | 22 أغسطس 2012      |
|             | الفريق المعني برصد الأرض           | ?                      | ?                  |
|             | مجموعة الموردين النوويين           | ?                      | ?                  |
|             | مؤسسة التنمية الدولية              | 3 أغسطس 1962           | 16 يونيو 1992      |
|             | مؤسسة التمويل الدولية              | 13 أكتوبر 1959         | 12 أبريل 1993      |
|             | منظمة حظر الأسلحة الكيميائية       | ?                      | ?                  |
|             | الأمم المتحدة                      | 24 أكتوبر 1945         | 24 أكتوبر 1945     |
|             | الاتحاد الدولي للاتصالات           | 1889                   | 1866               |
|             | البنك الدولي للإنشاء والتعمير      | 20 سبتمبر 1956         | 16 يونيو 1992      |
|             | وكالة ضمان الاستثمار متعدد الأطراف | 11 فبراير 1992         | 29 ديسمبر 1992     |
|             | نظام تحكم تكنولوجيا القذائف        | 1993                   | 1995               |
|             | يونسكو                             | 15 سبتمبر 1948         | 21 أبريل 1954      |

## أعلام
هذه قائمة لبعض الشخصيات التي تربطها علاقات بالبلدين:
- روبرتو سانشيز (19 أغسطس 1945[22][23] – 4 يناير 2010[22][23])
- روزا روزين (ممثلة أرجنتينية، 28 أغسطس 1918 – 11 يوليو 2004[24])
- صول غابيتا (18 أبريل 1981 – )
- ماتياس كرانفايتر (لاعب كرة قدم أرجنتيني، 21 مايو 1993[25] – )

## وصلات خارجية
- موقع وزارة الخارجية الأرجنتينية
- موقع وزارة الخارجية الروسية